# Allambie Heights, New South Wales
Allambie Heights este o suburbie în Sydney, Australia.